# Чентиба
Чентиба (словен. Čentiba) — поселення в общині Лендава, Помурський регіон, Словенія. Висота над рівнем моря: 196,3 м.